# 人間万歳
人間万歳（にんげんばんざい）は、武者小路実篤による戯曲。1922年9月1日発行の『中央公論』に掲載された。1925年3月に帝劇で文芸座により初演。

## あらすじ
ある宇宙の神様は、自分の脳味噌の垢の入った命の水を垂らして地球に生物を誕生させた。その脳味噌の垢により、人間が生まれる。地球を管理している天使は、時に災害に見舞われ、時に争いを起こす人間を心配し、逐一神様に伝えに来るが、神様は人間にそれほどの興味を示してはくれない。しかし、あるとき訪ねてきた隣の宇宙の神様に、調和を実現し見上げるような死を遂げた人間の話を聞き、天界の神や天使たちは「人間万歳」と人間を讃美するのだった。

## 主な登場人物
神様
物語が繰り広げられている宇宙の神様。好色な面を持ち「馬鹿」と暴言を吐く等、人間的な部分が目立つ。
天使
神様に地球を任せられ、地球の成長を逐一神様に報告しに来る。人間に同情し、一喜一憂する。
滑稽天使
神様の側近のような役割の天使。尻尾を持っていて、嬉しいときそれを動かす。神様に仕えながらも、独立的な考えで神様や天使を導く。
女の天使
七人つ星の兄妹天使のうち一番若い女の天使。美しく、神様に気に入られている。
道徳天使
天界の道徳を管理する天使
生命天使
神様に「俺の道徳天使」と呼ばれている。
隣の神様
神様がいる宇宙の隣の宇宙の神様。
覆面の神
九幕、神様の夢に隣の宇宙から来た神様として登場する。暴力で天界を奪おうとする。

## 倉田百三
明治２４年（１８９１年）２月２３日、広島県三上郡庄原村に、長男として生まれる。百三の家は呉服店を営んでいた。広島県立三次中学校に進学後、文芸活動を始める。一高に入り、西田幾多郎『善の研究』を読み、哲学に熱中する。在学中も作品を書く。しかし、肺結核を発症し退学。療養生活をし、大正６年（１９１７年）に『出家とその弟子』を発表し、ベストセラーになる。その後も次々と作品を発表し文士として地位を固める。大正７年（１９１８年）、肋骨カリエスの治療のため福岡県で過ごす。昭和１８年（１９４３年）、自宅で亡くなる。 
岩崎文人『「新しき村」運動の一波紋 ―「新しき村」福岡支部と新資料　倉田百三・武者小路実篤書簡ー』によると、倉田は広島で骨盤カリエス治療をしていたが、肋骨カリエスが併発し、大正７年７月に九州大学付属病院へ治療に向かう。療養のため住んでいた場所は、福岡県福岡市の金龍寺の寺内だった。倉田は武者小路の思想、新しき村の思想に賛同しており、大正７年１２月に村外会員（村内に居住しない会員）となる。その後、倉田は新しき村福岡支部を設立する。本論文によると、大正８年４月１日の第２年４月号『新しき村』にて福岡支部の住所が「福岡市西町今川橋金龍寺内、倉田百三方」と書かれている。このことから、倉田の居住地が福岡支部となっていたことが考えられる。  （武者小路は、大正７年８月に、東京に新しき村本部を設立し、初の新しき村の開村は、大正７年７月の宮崎県の日向である。大正８年には全国で１３支部が作られた。）  ◎武者小路と倉田の関係  『人間万歳』発表以前より、倉田と武者小路は交流があり、互いに尊敬しあっていたことがわかる。『白樺』第十二巻第十一号の「倉田の脚本」内で武者小路は、「現代に於て最も多くの讀者をもつだけの價値を十分にもつ珍しい作家」、「國民が尊敬していゝ作家」と倉田を讃えている。一方、倉田も、武者小路宛に書簡で「貴兄が居て下さることは実に励ましと喜びです。貴兄の藝術の仕事と村の仕事とが両方」とも生かしあって立派に生長して行く事を心から祈って居ます。」と述べている。（どちらも、武者小路実篤記念館『令和４年度 春の特別展「人間万歳」―実篤と狂言―』より抜粋）。  『人間万歳』冒頭の「倉田百三兄に捧ぐ」は、新しき村の福岡支部設立の感謝の気持ちを込めるために、新しき村の精神と同じく生命を重んじる『人間万歳』に載せたと考えられる。  　また、「兄」という呼称は、福岡支部の代表を引き継いだ福岡市の文士、真砂嘉十郎が倉田のことを「兄」と呼んでいたことから、同じく真砂と親交のあった武者小路もこの呼称を使っていたと想像できる。（岩崎氏の論文には、武者小路が真砂に宛てた書簡が掲載されている。）

## 新しき村との関係
新しき村と『人間万歳』
『人間万歳』は１９２２（大正１１）年、宮崎県日向村の新しき村で執筆された。
埼玉県の新しき村では、食堂兼公堂で『人間万歳』の劇を村民たちが演じていた。
『人間万歳』内の新しき村の思想
『人間万歳』には新しき村の思想が度々、表象される。例をあげると天界の社会構造（神の言動）、地球の出来事に反映されている。また、武者小路自身の思想も大津山国夫¹『武者小路実篤研究―実篤と新しき村―』で「神様が全力を出すと、独立性が失い、「自由」が奪われる。新しき村のおさである武者小路の苦渋がおもわず露出したのだろう。」と述べられている。『人間万歳』を通して武者小路が目指した理想の社会（新しき村）の思想が表象されている。

## 上演記録
- 大正一四年三月帝国劇場　文芸座
- 昭和二十九年七月帝国劇場　宝塚雪組[高木史朗]
- 昭和三十二年十一月（不明）　霞座
- 昭和四十三年九月十五日　※新しき村五十年祭